# Міль довговуса зелена
Міль довговуса зелена (Adela reaumurella) — вид метеликів родини довговусих молей (Adelidae).

## Назва
Вид названо на честь французького вченого Рене Антуана Реомюра, автора «Мемуарів з історії комах» (6 томів, 1734—1742 роки), в яких докладно висвітив питання біології і історії розвитку суспільних комах.

## Поширення
Вид поширений в Європі (за винятком Піренейського півострова) та помірній Азії до Японії включно.

## Опис
Розмах крил 14-18 мм. Передні крила бронзового або металево-зеленого забарвлення. Задні крила темно-коричневі з бронзово-фіолетовим відблиском. Самці мають дуже довгі ниткоподібні білуваті антени, спрямовані вперед, які приблизно у чотири рази довші тіла. Голова та груди вкриті густими чорними волосками. Самиці мають відносно короткі антени і коротші та світліші волоски на голові. Між очима волоски рудого кольору.

## Спосіб життя
Метелики літають у травні-червні. Активні вдень. Самці утворюють рій до 30 особин. Спаровування відбувається у повітрі. Гусениці живляться опалим листям дуба, утворюючи в ньому міни. Зимує гусениця.